# Södertälje-Nykvarn Orientering
Södertälje-Nykvarn Orientering (SNO) är en orienteringsklubb i Södertäljetrakten. Över 200 löpare har varit tävlingsaktiva på senare år. Klubben grundades 1998 och började sin tävlingsverksamhet under 1999 års säsong. Klubbstugan finns i Tveta, strax väster om Södertälje.   
Klubben bildades som en tävlingsklubb av IFK Södertälje, Södertälje IF och Oxvretens SK. Från och med 2011 är man fullt ut en orienteringsklubb.

## Meriter
- Segrare 10-mila: 2005, 2016[2]
- Segrare 25manna: 2002, 2003, 2007
- Segrare Smålandskavlen: 2007

Klubben vann ungdomsklassen på 10-mila 2009 i Perstorp och 2011 i Riksten, Tullinge.